# 하지촌 (돗토리현)
하지촌(土師村)은 돗토리현 지즈군・야즈군에 있던 촌이다. 1903년에 성립하여 1935년에 폐지되었다. 현재의 야즈군 지즈정에 해당한다.

## 역사
- 1889년 10월 1일 - 정촌제 시행에 의해 지즈군 하지촌이 성립하였다.
- 1896년 4월 1일 - 군제 시행에 의해 야즈군이 성립하여, 동일 지즈군은 폐지되었다.
- 1935년 2월 20일 - 지즈정, 야마가타촌, 나기촌과 신설합병해 새로운 지즈정이 성립하여, 동일 하지촌은 폐지되었다

## 참고문헌
- 角川日本地名大辞典 31 鳥取県
- 旧高旧領取調帳データベース